# Monty – Immer hart am Ball
Monty – Immer hart am Ball (Originaltitel: Ladybugs) ist eine US-amerikanische Filmkomödie des Regisseurs Sidney J. Furie aus dem Jahr 1992.

## Handlung
In seiner Firma bemüht sich Chester Lee um eine Beförderung. Um sich zu profilieren, gibt er an, in seiner Jugend ein exzellenter Fußballspieler gewesen zu sein. Nun soll er ein Mädchenteam namens Ladybugs trainieren mit seiner Assistentin Julie als Co-Trainerin. Chester findet heraus, dass die Ladybugs von seiner Firma gesponsert werden und die Meisterschaft seit einiger Zeit dominieren. Für eine Beförderung soll er das Team zur Meisterschaft führen. Zu Chesters Leidwesen ist nur noch eine Spielerin der Meistermannschaft beim Team geblieben. Die neue Mannschaft um Kimberly, die Tochter der Firmenchefin Glynnis Mullen, legt einen Fehlstart hin.
Privat ist Chester mit Bess liiert, die einen Sohn aus erster Ehe, Matthew, hat. Matthew ist ein guter Sportler aber schlechter Schüler, was ihn aus der Schulmannschaft gebracht hat. Chester will sich von Matthew Trainingstips für die Ladybugs holen. Matthew ist in Kimberly verliebt und lässt sich von Chester überreden als Martha, in Mädchensachen gekleidet, im Team mitzuspielen. Nur Chester, Julie und Matthew wissen um das Geheimnis. Das Team gewinnt alle restlichen Spiele und qualifiziert sich für das Meisterschaftsfinale. Zwischenzeitlich hat sich Kimberley mit Martha angefreundet, ohne zu wissen, dass Martha eigentlich Matthew ist.
Kurz vor dem Finale findet Bess das Geheimnis um Martha heraus. Sie streitet sich mit Chester und verlangt, dass Matthew aus dem Team genommen wird. Kimberly, die schlecht spielt, wird auf Wunsch ihrer Mutter ebenfalls aus der Mannschaft genommen. Die Ladybugs liegen in der Halbzeit mit 0:3 zurück. In der Kabine gesteht Matthew Kimberly und der Mannschaft, dass er Martha gespielt habe. Seine Ehrlichkeit beeindruckt die Mannschaft, die es schafft, ihre Gegnerinnen niederzukämpfen und den Ausgleich zu schaffen. Chester gibt Kimberly eine neue Chance, sie verwandelt einen Elfmeter zum Sieg der Ladybugs, die damit die Meisterschaft gewinnen. Nach dem Finale heiraten Bess und Chester, der zudem befördert wurde. Matthew und Kimberly verabreden sich das erste Mal.

## Kritiken
Das Lexikon des Internationalen Films bezeichnet das Werk als „naive Komödie, die Selbstbewußtsein und den Willen zum Erfolg propagiert, jedoch in Teenager-Klamauk steckenbleibt“.
Hal Hinson von der Washington Post schreibt, dass Unstimmigkeiten für Komödien fundamental seien. Und Ladybugs habe nichts anderes als Unstimmigkeiten. Die ganze Geschichte sei vom Start weg vorhersehbar.
Teilweise depressive Erfahrungen hat Jack Sommersby von eFilmCritics gemacht, weil der Film sich anstrenge so einwandrei sicher wie nur möglich zu sein. Mietregisseur Furie habe dem lustlosen Material die Ausdruckskraft eines Industrie-Trainingsvideos verliehen.

## Hintergrund
Die Uraufführung fand am 27. März 1992 statt. In Deutschland war der Film erstmals am 11. Januar 1993 in einer um vier Minuten gekürzten Fassung in den Kinos zu sehen.
Der Film der Paramount Pictures wurde im Juli und August 1991 in Denver und Littleton gedreht.

## Auszeichnungen
Bei der 14. Verleihung des Young Artist Award erhielt Vinessa Shaw eine Nominierung als beste Nebendarstellerin in einem Spielfilm. Eine weitere Nominierung bekam der Film für das beste Jugendensemble in einem Spielfilm.